# Lilium jankae
Lilium jankae là một loài thực vật có hoa trong họ Liliaceae. Loài này được A.Kern. miêu tả khoa học đầu tiên năm 1877.